# Chittenden Lyon
Chittenden Lyon (* 22. Februar 1787 in Fair Haven, Rutland County, Vermont Republic; † 23. November 1842 in Eddyville, Kentucky) war ein US-amerikanischer Politiker. Zwischen 1827 und 1835 vertrat er den Bundesstaat Kentucky im US-Repräsentantenhaus.

## Werdegang
Chittenden Lyon war ein Sohn des Kongressabgeordneten Matthew Lyon (1749–1822). Er besuchte die öffentlichen Schulen seiner Heimat. Im Jahr 1801 zog er mit seinen Eltern in das Caldwell County in Kentucky. In der dortigen Gemeinde Eddyville wurde er im Handel tätig; außerdem arbeitete er in der Landwirtschaft. In den 1820er Jahren begann Lyon eine politische Laufbahn. Er schloss sich der Fraktion um den späteren Präsidenten Andrew Jackson an und wurde Mitglied der von diesem gegründeten Demokratischen Partei. In den Jahren 1822 und 1824 war er Abgeordneter im Repräsentantenhaus von Kentucky. Danach saß er im Staatssenat.
Bei den Kongresswahlen des Jahres 1826 1826 wurde Lyon im zwölften Wahlbezirk von Kentucky in das US-Repräsentantenhaus in Washington, D.C. gewählt, wo er am 4. März 1827 die Nachfolge von John Flournoy Henry antrat. Bis zum 3. März 1833 vertrat er diesen Distrikt im Kongress. Für die folgende Legislaturperiode bis zum 3. März 1835 wechselte er als Nachfolger von Henry Daniel in den ersten Bezirk seines Staates. Damit verbrachte er zwischen 1827 und 1835 insgesamt vier Legislaturperioden im Kongress. Seit dem Amtsantritt von Präsident Jackson im Jahr 1829 wurde innerhalb und außerhalb des Kongresses heftig über dessen Politik diskutiert. Dabei ging es um die umstrittene Durchsetzung des Indian Removal Act, den Konflikt mit dem Staat South Carolina, der in der Nullifikationskrise gipfelte, und die Bankenpolitik des Präsidenten.
1834 verzichtete Chittenden Lyon auf eine weitere Kandidatur. Nach seinem Ausscheiden aus dem US-Repräsentantenhaus nahm er seine früheren Tätigkeiten wieder auf. Er starb am 23. November 1842 in Eddyville. Im Jahr 1854 wurde in Kentucky aus Teilen des Caldwell Countys das nach ihm benannte Lyon County geschaffen.